# Fernando Cunha
Fernando Manuel da Silva Gomes Ribeiro da Cunha, mais conhecido por Fernando Cunha (Lisboa, 18 de Julho de 1963) é um guitarrista, produtor e compositor português, que fez parte das bandas de pop-rock Delfins e Resistência.

## Biografia
Destacou-se como guitarrista, produtor e compositor de música, sendo considerado como uma das principais figuras no ambiente nacional de pop-rock. Foi um dos membros fundadores das bandas Delfins, Ar de Rock e Resistência. Tanto nas bandas Resistência como nos Delfins, foi um vocal e tocava guitarra. Abandonou a banda dos Delfins em 2008, tendo justificado esta decisão com a «necessidade de prosseguir uma carreira própria e autónoma, tanto de músico como de produtor». A banda foi desfeita no ano seguinte, embora tenha reiniciado os concertos em 2019 e 2020. Em 2005, ainda durante a sua permanência nos Delfins, também fez os arranjos e a direcção musical no disco Coisas Simples, da cantora María León.
Em 1998 lançou o seu primeiro álbum a solo, Invisível, onde o tema Só Há Tempo Para Viver Agora ganhou destaque pelo videclip, que contou com a participação de vários artistas famosos a nível nacional, como Boss AC, Kika, Marité e Marta Dias. Em 2019 o álbum A Guitarra a Tocar, que além de composições originais, também contou com várias versões dos temas dos Delfins.
Em 2022 publicou uma nova versão do tema Só Há Tempo para Viver Agora, que foi gravado no Teatro Maria Matos, como parte do concerto de apresentação de outro trabalho a solo, A Linha do Tempo, editado em 11 de Março. Neste álbum, Fernando Cunha regressou às tonalidades clássicas que veio a desenvolver ao longo da carreira, com os temas a partir das guitarras para depois formar paisagens sonoras de grande complexidade, enquanto que o uso de instrumentos electrónicos contribuiu para criar uma personalidade musical evidente.